# Los superagentes y el tesoro maldito
Los superagentes y el tesoro maldito es una película de Argentina filmada en Eastmancolor dirigida por Adrián Quiroga (Mario Sabato) según el guion de Salvador Valverde Calvo que se estrenó el 3 de agosto de 1978 y que tuvo como actores principales a Ricardo Bauleo, Víctor Bó, Julio de Grazia y Osvaldo Terranova. Fue filmada en Mar del Plata.

## Sinopsis
Cuando los superagentes bionicos, después de un lustro sin vacaciones, van a Mar del Plata, deben luchar contra una banda internacional que pretende apoderarse de un tesoro. Mojarrita protegerá a un extranjero custodio del secreto mientras Tiburón y Delfín van en busca de un par de supuestas princesas herederas, pero una es una impostora. El extranjero morirá por accidente al tragarse una pastilla de cianuro oculta entre sus dientes. Seguirán solos en busca del tesoro dividido en tres partes. Las pistas los llevarán a un circo donde Dimitri comanda la banda.

## Reparto
- Ricardo Bauleo …Tiburón
- Víctor Bó …Delfín
- Julio de Grazia …Mojarrita
- Osvaldo Terranova ... Iván Krakchenkov
- Nathán Pinzón ... Dimitri
- Jorge Salcedo ... Jefe de Acuario
- María Amelia Ramírez ... Falsa princesa Katia
- Liliana Poggio ... Princesa Katia de Sildavia
- Juan Leyrado ... Segundo de Dimitri
- Marcos Woinski ... Chetti, el gorila
- Horacio Montanelli
- Eduardo Maugeri

## Comentarios
La Prensa escribió:

«Tal como va planteado el libro…resulta una parodia de las películas policiales  al estilo James Bond.»

La Razón opinó:

«Los episodios llevan el signo de la rapidez, de los sucesos insólitos, del disparate alegre.»

Manrupe y Portela escriben:

«Una de las más flojas del grupo, repitiendo gags.»